# Acarospora badiofusca
Acarospora badiofusca är en lavart som först beskrevs av William Nylander och som fick sitt nu gällande namn av Thore M. Fries. 
Acarospora badiofusca ingår i släktet Acarospora och familjen Acarosporaceae. Arten är reproducerande i Sverige. Inga underarter finns listade i Catalogue of Life.